# ARoS Aarhus Kunstmuseum

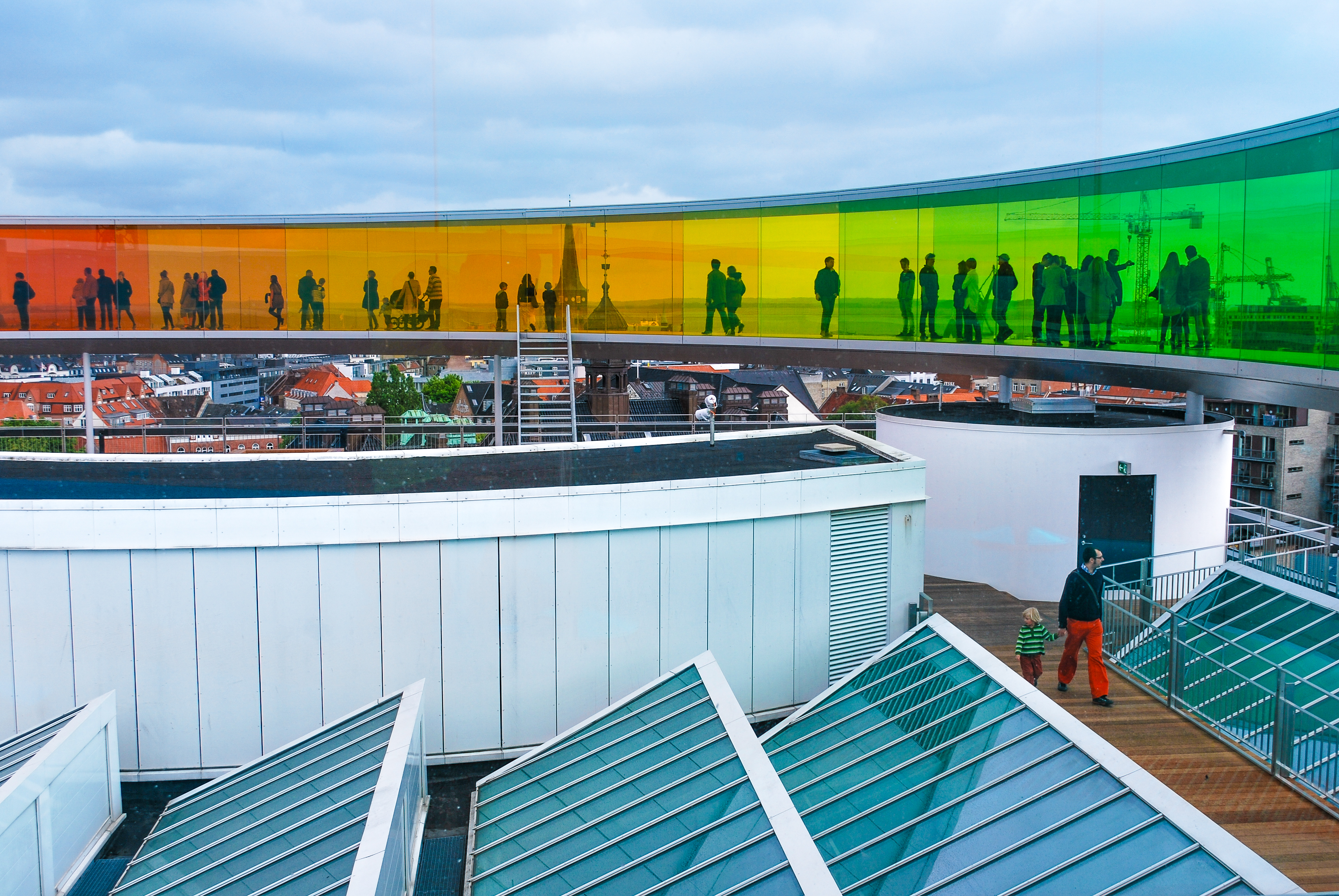
Your rainbow panorama van Olafur Eliasson

Het ARoS Aarhus Kunstmuseum is een Deens museum voor moderne en hedendaagse kunst in het centrum van Aarhus en is met 17.700 m² een van de grootste musea van Noord-Europa.
Het museum werd als een van de eerste kunstmusea van Denemarken in 1859 geopend en was toen gevestigd in het voormalige stadhuis van Aarhus. De collectie was bijeengebracht door vooraanstaande bewoners van de stad die in 1847 de Århus Kunstforening hadden opgericht. 
Voordat ARoS op 7 april 2004 het huidige gebouw betrok, was het Århus Kunstmuseum gevestigd op het terrein van de Universiteit van Aarhus. Het museum veranderde de naam bij de verhuizing in ARoS Aarhus Kunstmuseum. De naam ARoS is een samenvoeging van het Ouddeense 'aros' (riviermonding) en het Latijnse 'ars' (kunst).
Het huidige gebouw is ontworpen door de architecten Morten Schmidt, Bjarne Hammer en John F. Lassen. Op het dak is sinds 2011 het kunstwerk Your rainbow panorama van Olafur Eliasson te bezoeken, dat uitzicht op Aarhus biedt.
Na Louisiana in Humlebæk staat ARoS op de tweede plaats van meest bezochte  musea in Denemarken.

## Kunstverzameling
ARoS heeft een van de oudste kunstverzamelingen van Denemarken. De oudste werken stammen uit de 18e eeuw. Er is een grote collectie van schilders uit de Deense Gouden Eeuw en Skagenschilders. Vertegenwoordigd zijn, naast vele anderen, N.A. Abildgaard, C.W. Eckersberg, Christen Købke, J.Th. Lundbye, Martinus Rørbye, Wilhelm Marstrand, Vilhelm Hammershøi, P.S. Krøyer en J.F. Willumsen.
Er is abstracte kunst van Robert Jacobsen, Richard Mortensen en van Asger Jorn en andere Cobra-kunstenaars. Het museum heeft een grote verzameling werk van Bjørn Nørgaard en Per Kirkeby. ARoS heeft speciale ruimten voor de vertoning van licht, beeld en installatiekunst. Ook architectuur behoort tot de aandachtsgebieden. Tot de moderne kunstenaars van wie het museum werk bezit of heeft geëxposeerd behoren Ólafur Elíasson, Ingvar Cronhammar, Frank Gehry, Paul McCarthy, Robert Rauschenberg, Michael Kvium, Bill Viola, Wim Wenders, Andy Warhol, Roy Lichtenstein, James Turrell en Shirin Neshat. Naast de uitgebreide vaste collectie met 8.000 werken heeft ARoS regelmatig tijdelijke exposities.